# جهاز المخابرات (رومانيا)
جهاز المخابرات الروماني هو جهاز المخابرات المحلي في رومانيا، يكمن دوره في جمع المعلومات التي تتعلق بالأمن القومي وتقديمها للجهات المعنية مثل الحكومة الرومانية والرئاسة وإدارات ووكالات تنفيذ القانون. يجمع هذا الجهاز المعلومات الاستخباراتية بطرق مثل استخبارات الإشارات واستخبارات المصادر المفتوحة والاستخبارات البشرية.

## تاريخ

### أجهزة المخابرات الرومانية السابقة
في عام 1865، أنشأ رئيس الأركان في رومانيا (متأثرًا بالنظام الفرنسي) «الشعبة الثانية» لجمع وتحليل الاستخبارات الحربية. مع حلول عام 1925، وبعد أعوام من الجهد، عمل ميخائيل موروزوف على إقناع رئيس الأركان بضرورة وجود جهاز سري يستخدم الموظفين المدنيين لجمع الاستخبارات الحربية، فتأسست في عام 1940 كجهاز استخباراتي خاص، وأدارها يوجين كريستيسكو.
خلال الفترة الشيوعية، استُخدم الجهاز كأداة استبدادية ضد معارضي الشيوعية والأفراد الذين عارضوا السياسات الرسمية للحكومة. كان جهاز «الأمن» الشرطة السياسية التي تُعنى بقمع المعارضين. خلال الثورة الرومانية، وبفترة وجيزة بعد استلام السلطة، وقع إيون إيليسكو مرسومًا ألحق جهاز «الأمن» بوزارة الدفاع، وبالتالي وضعه تحت سيطرته.
اعتُقل يوليان فلاد، رئيس جهاز «الأمن» ومعه بعض نوابه في 31 ديسمبر عام 1989، وعُيّن إيليسكو جيلو فويكان فويكوليسكو رئيسًا جديدًا له. أكد فويكوليسكو لعملاء جهاز الأمن أنه لا ينوي أن يشن حربًا ضد أيّ فرد من ضباط الأمن، وفي منتصف يناير عام 1990، تابع ضباط الأمن عملهم في مقرهم الرئيسي القديم. أُبلغت الصحافة (ولم يكن مسموحًا لها بالتحقق من صحة الأمر) بأن أجهزة التنصت على الهواتف قد أوقفت.  

### التأسيس
تأسس جهاز المخابرات الروماني بشكل رسمي في 26 مارس عام 1990، وسيطر على مباني جهاز الأمن وطاقمه ومعداته وتقريبًا كل ما يخصه. تأسس هذا الجهاز بعد أيام قليلة من اشتباكات ترجو موريش العرقية، فتأسست بسرعة بموجب مرسوم، وكان رئيسها الأول فيرجيل موغوريانو، وفي هذه الأثناء كان هناك جهازا مخابرات آخران: «يو إم 0215» وجهاز المخابرات الخارجي.

### أرشيف جهاز الأمن
ورث جهاز المخابرات الروماني جميع سجلات جهاز الأمن، واتُّهم بتدمير أجزاء منه أو تزويد بعض السياسيين بأجزاء حساسة منه.
في 22 يونيو عام 1990، ألقى ضباط جهاز المخابرات الروماني حمل شاحنة من ملفات ووثائق تابعة لجهاز الأمن في غابة بيريفويشت في مقاطعة أرغيس، ودفنوها في التراب. وجد بعض المدنيون تلك الوثائق التي افتُرض التخلص منها، وبعد سنة، بدأت مجموعة من الصحفيين بالبحث في الوثائق المتحللة، ونشرت مجلة رومانيا ليبري العديد منها، بما في ذلك معلومات عن المعارضين، وليس معارضي جهاز الأمن فقط وإنما جهاز المخابرات الروماني المنشأ حديثًا. أدى ذلك إلى اعتماد قانون بشأن أسرار الدولة، والذي يمنع نشر أي وثائق تخص جهاز المخابرات الروماني.
لم يبدأ نقل وثائق أرشيف جهاز الأمن إلى منظمة خارجية هي (سي إن إس إيه إس) حتى حلول عام 2015 مع الدفعة الأولى الحاوية على ثلثي الوثائق بالمجمل، وكان الهدف من ذلك هو نقل الوثائق التي لا تمس الأمن القومي.

### التورط في مظاهرات منيرياد
كان امتداد تورط جهاز المخابرات الروماني في القمع العنيف للاحتجاجات المعارضة للحكومة عام 1990 موضع جدال. في 12 يونيو 1990، قررت الحكومة أن تتعاون الشرطة والجيش مع جهاز المخابرات بإخلاء ساحة الجامعة من المتظاهرين، وفي خضم أعمال العنف التي تلت ذلك، هاجم المتظاهرون مقر المخابرات الرومانية بالحجارة وقنابل المولوتوف.
في الأيام التالية، جلبت الحكومة عمال المناجم من وادي جيو لإشراكهم في قمع المتظاهرين بعنف (ما أدى إلى مقتل عدة أشخاص وجرح الآلاف) وتدمير مقر أحزاب المعارضة. وفقًا لرسالة وُجّهت إلى الرئيس إيليسكو صاغها بيتر رومان رئيس الوزراء آنذاك، فقد نُظّمت عملية القمع برمتها من قبل الأجهزة السرية بقيادة فيرجيل موغوريانو باستخدام جهاز الأمن. يدعم المدعي العسكري دان فوينيا هذا المنظور، إذ قال إنّ جميع عمال المناجم كانوا برفقة رجال الشرطة وجهاز المخابرات الروماني الذي قادهم إلى مقر الأحزاب والمنظمات غير الحكومية.
خلال العقد الأول من القرن الحادي والعشرين، حقق المدعي العام (إلى جانب القادة الآخرين من بينهم الرئيس أيون إيليسكو) مع فيرجيل موغوريانو رئيس جهاز المخابرات الروماني آنذاك، بسبب عدد من التهم من بينها الإبادة الجماعية والتعذيب، لكنهم قرروا في عام 2009 بعدم مقاضاته بأي جرم.

### العلاقة مع الصحافة
كان لجهاز المخابرات الروماني علاقات مضطربة مع الصحافة، إذ راقبها واخترقها واتهمها بأنها مطلب أمن قومي. في عام 2010، أُلحقت الصحافة بقائمة نقاط الضعف الوطنية في «الاستراتيجية الوطنية للدفاع عن البلد».
حدث جدل مبكر في عام 1996 عندما تجسس جهاز المخابرات الروماني على الصحفي تانا أرديليانو، الذي يعمل في صفيحة النهار والذي نشر بعض المقالات عن الرئيس أيون إيليسكو. وفي خضم الغضب الصحفي، اعترف رئيس جهاز المخابرات الروماني فيرجيل موغوريانو بأن عملاء الجهاز لاحقوا أرديليانو وقال إن مراقبته كانت مجرد خطأ، إذ غالطه العملاء بجاسوسين مشتبه بهما.
كان وجود عملاء سريين من جهاز المخابرات الروماني في مجال الصحافة أمرًا معروفًا منذ عام 2006، عندما ادعى المسؤول الصحفي لجهاز المخابرات الروماني أنه كان لها دائمًا مخبرين في الصحافة الرومانية بحجة أنه أمر غير مخالف للقانون. كان هذا الادعاء مثيرًا للجدل، إذ إنه وفقًا للصحفي كريستيان تيودور بوبيسكو، فإن الصحفيين لا يشكلون تهديدًا على الأمن القومي، ووفقًا للمؤرخ ماريوس أوبريا، فإن هذا السلوك يؤدي إلى تكون شكوك حول ما إذا كان لجهاز المخابرات الرومانية نشاطات الشرطة السياسية.
أقالت المجلة الوطنية رئيس تحريرها فالنتين زاشيفيتشي في أغسطس عام 2012، متهمة إياه بالعمالة مع جهاز المخابرات الروماني، الأمر الذي تلا تسريب صحيفة كوتيديانول بعض وثائق الجهاز. اعترف جهاز المخابرات الروماني بأن الوثائق أصلية بالفعل، لكنه زعم أن عميلهم كان يراقب فقط تسرب الوثائق السرية للصحافة.
في عام 2013، اتهم مدير الجهاز، جورج مايور، الصحافة بتنظيم حملة هجومية على جهاز المخابرات الروماني، معطيًا مثالًا على ذلك؛ التحقيقات في السجون غير الشرعية لوكالة المخابرات المركزية في بوخارست (برايت لايت)، التي قال إنها تعرّض أو تكشف رومانيا للهجمات الإرهابية.

### العمليات المعروفة
في مارس عام 2005، اختطف ثلاثة صحفيين رومانيين في العراق من قبل مجهولين (وُصفوا لاحقًا بأنهم أعضاء في كتائب معاذ بن جبل) في حي المنصور ببغداد. بعد أسابيع قليلة من الاختطاف، بث الإرهابيون تسجيلًا على قناة الجزيرة أفادوا فيه بأنهم سيقتلون الصحفيين إن لم تسحب رومانيا قواتها البالغ عددها 860 جنديًا من العراق، ومع ذلك، وبسبب الجهود التي بذلها مجتمع الاستخبارات الروماني والتعاون بين العديد من وكالات الاستخبارات، أُطلق سراح المختطفين في 23 مايو 2005، عندما سُلّموا إلى السفارة الرومانية في بغداد. ويُعتقد أن فلوريان كولديا (النائب السابق لمدير جهاز المخابرات الروماني) هو من نسق عملية الإنقاذ.
في 28 فبراير عام 2008، ألقى ضباط الاستخبارات الرومانية القبض على بيتر مارينوف زيكولوف، وهو ملحق عسكري بلغاري، بالإضافة إلى فلوريسيل أخيم، وهو ضابط صف روماني، وحُوكموا بتهمة التجسس. يعتقد أن المعلومات التي سُرّبت ربما أُرسلت إلى روسيا أو أوكرانيا، فيما نفى البلغاريون أي اتصال مع زيكولوف. كانت تلك واحدة من حالات التجسس القليلة التي حظيت باهتمام من قبل وسائل الإعلام.